# لوله گاو کش
لوله گاو کش یک کوه در کشور افغانستان است.